# 壇まゆみ
壇 まゆみ（だん まゆみ、1962年1月17日 - ）は、日本の元女優。本名、三留真由美。現在活動名は石丸愛梨（いしまるえり）。
福岡県福岡市出身。福岡県立香椎高等学校卒業。

## 来歴・人物
元々女優志望だった。高校在学中に福岡にある銀行のイメージガールとなる。1980年、NHK大河ドラマ『獅子の時代』でデビュー。同年のNHK連続テレビ小説『なっちゃんの写真館』などに出演後の1981年には東芝EMIより、フォー・セインツのヒット曲をカヴァーした「小さな日記」で歌手デビュー。同年のTBSポーラテレビ小説『発車オーライ』にレギュラー出演する。当時のプロフィールでは、好みのタイプとして林隆三を挙げており、スリムな容姿と細い声で中年男性からのファンレターが多いと紹介されている。
その後もテレビドラマを中心に活動するが、1987年（株）東京シャルムにて子供用品デザイナー。 1988年　子供用品デザイン事務所を設立　関東一円の百貨店にて商品展開　（オリジナルブランドを持つ） 。1990年に芸能活動を停止し帰福後、オフィスＥＴ２を設立し、企業研修・講演会・カウンセリング。 1996年　福岡県芸術・表現・創造活動育成事業「子どもの時間」のスーパーバイザーとして参加後、舞台劇製作総指揮・演出家として活躍。 1999年　九州アクターズクラブ主催・脚本・演出（エンターテイメントパフォーマンス集団）代表。福岡ＳＰ（simulated patient）研究会では、カウンセラー、コミュニケーショントレーナーとして参加。 2002年　ＮＰＯ法人インターナショナル・メンタル・キャタリスト・アソシエーション（ＩＭＣＡ）指導理事就任
同年、第7回全国宝塚ミュージカルコンクール「銅賞」受賞（九州アクターズクラブ）。 2005年　若年者キャリアカウンセリング専任カウンセラー（日本産業カウンセラー協会主宰）。 2006年　福岡市若者相談窓口専任カウンセラー
2011年　福岡県私立幼稚園振興協会福岡部会30周年記念事業ミュージカル「クレヨン王国」製作総指揮。現在も地元九州アクターズクラブ代表、産業カウンセラーとして活躍中。

## 出演作品

### テレビドラマ
- NHK大河ドラマ / 獅子の時代（1980年、NHK） - 西郷細布子 役
- あさひが丘の大統領 第17話「ただ君に一眼逢いたい!」 - 第36話「別れるまえに抱きしめたい!!」（1980年、NTV） - 星野知子 役
- なっちゃんの写真館（1980年、NHK） - 弓子
- 本日も晴天なり（1982年） - 山村信子 役
- ポーラテレビ小説 / 発車オーライ（1981年、TBS） - 沢田広枝 役
- ポーツマスの旗（1981年、NHK）
- 長七郎天下ご免! 第93話「そろばん侍、五分の魂!」（1981年、ANB）  - 沙織
- 立花登・青春手控え 第4話「善人長屋」（1982年、NHK）
- 新五捕物帳 第195話「沈黙の十字架」（1982年、NTV）
- 月曜ドラマランド （CX）
  - 長谷川町子の意地悪クッキー（1983年）
  - あんみつ姫（1983年 - 1984年）
  - 意地悪お手伝いさん3（1985年）
  - おかわりシスターズ解散特別企画 アイドルを探せ!（1985年）
  - おさわがせ剣士 赤胴鈴之助（1985年）
- 右門捕物帖 第29話「からっ風の唄」（1983年、NTV）
- 瑠璃色ゼネレーション（1984年、NTV）
- 太陽にほえろ! 第624話「張り込み」（1984年、NTV） - 川口良子
- NHK大河ドラマ / 山河燃ゆ（1984年、NHK） - 久我山玲子
- ドラマ23別れぬ理由（1988年、TBS）
- 月曜・女のサスペンス「夏樹静子トラベルサスペンス すれ違った女」（1988年、TX）
- 土曜ワイド劇場 / 阿寒湖マリモ殺人事件（1989年、ABC）

### 映画
- ひめゆりの塔（1982年、東宝） - 嘉敷米子

## レコード
- 小さな日記／Puff（1981年）
  - 小さな日記はフォー・セインツの、Puffはピーター・ポール&マリーのそれぞれのカバー曲[2]。
- Say you love me／初恋エピローグ